# Georg Stamm

Georg Stamm

Georg Stamm (* 1. November 1855 in Hausen; † 17. August 1923 in Karsbach) war Landwirt, Bürgermeister
und Mitglied des Deutschen Reichstags.

## Leben
Stamm besuchte die Volksschule und die Feiertagsschule, bis er 16 Jahre alt war. Er diente von 1875 bis 1878 im 9. Infanterie-Regiment als Sergeant. Danach übernahm er die Bewirtschaftung und Verwaltung eines Gutes seiner Verwandten in Karsbach, welches er später erwarb. 1893 wurde er Rechner des Darlehnskassenvereins, 1900 Bürgermeister und im gleichen Jahre als Mitglied in den unterfränkischen Landrat gewählt, ebenso als Mitglied des landwirtschaftlichen Kreisausschusses. Ab 1906 war er Aufsichtsrat der Bayerischen Zentraldarlehenskasse München.
Von 1903 bis 1918 war er Mitglied des Deutschen Reichstags für den Wahlkreis Unterfranken 3 (Lohr, Karlstadt, Hammelburg, Marktheidenfeld, Gemünden) und die Deutsche Zentrumspartei. Weiter war er Mitglied der Bayerischen Abgeordnetenkammer von 1905 bis 1907.